# CASBEE
CASBEE，（日語：建築環境総合性能評価システム），中譯為建築物綜合環境性能評價體系，為日本之綠色建築認證標準。

## 歷史
2003年7月，日本可持续建筑协会开发了《建筑物综合环境性能评价体系·绿色设计（DfE）工具》，创立建筑物综合环境性能评价系统，此评价体系为日本全国认可。它直持续开发升级CASBEF系统，到2006年8月为止，陆续出版了CASBEE-NC、EB、RJ、HI（用于热岛评估）和UD（用于城市开发）。